# Миновка (Брянская область)
Миновка — деревня в Суражском районе Брянской области в составе Лопазненского сельского поселения.

## География
Находится в северо-западной части Брянской области на расстоянии приблизительно 6 км на восток по прямой от районного центра города Сураж.

## История
Упоминалась с XVIII века как «стрелецкое» поселение в составе Мглинской сотни Стародубского полка. В середине XX века работал колхоз «Маяк». В 1859 году здесь (деревня Суражского уезда Черниговской губернии) учтено было 28 дворов, в 1892—113.

## Население
Численность населения: 165 человек (1859), 672 (1892), 128 (русские 92 %) в 2002 году, 67 в 2010.